# Laurent Poujois
Laurent Poujois (28 de agosto de 1964) es un escritor francés adscrito a los géneros de la ciencia ficción, fantasía y literatura juvenil.  En 2010 ganó el Prix Futuriales por su novela L'Ange Blond.
Creó en paralelo una sociedad productora junto con algunos amigos llamada «Les Frères de la Côte Production», con la que ha dirigido varios cortometrajes, avisos publicitarios y documentales.

## Obras
- L'Ange Blond (2010).
- Kadath, le guide de la cité inconnue (junto con David Camus, Mélanie Fazi y Raphaël Granier de Cassagn) (2010).
- Les Voyageurs d'Ulthar (2007).
- Le Monde éveillé (2006).